# تفاعل البشر مع المعلومات
تفاعل البشر مع المعلومات هو المصطلح الرسمي لأبحاث سلوك المعلومات في علم الأرشيف؛ اخترع هذا المصطلح ناحوم غيرشون في عام 1995. إن تفاعل البشر مع المعلومات غير قابل للتحويل من البحث التناظري إلى الرقمي، لأن الباحثين غير المحترفين يؤكدون بشكل كبير الحاجة إلى مزيد من التفاصيل والشرح للسياق، وعناصر المساعدة في إيجاد النطاق. يقوم الباحثون في عن تفاعل البشر مع المعلومات بالعديد من المهام، بما في ذلك المساعدة في تصميم نظم المعلومات من منظور حيوي (بيولوجي) يتوافق مع متطلبات شرائح مختلفة من المجتمع، إلى جانب سلوك آخر يهدف إلى تحسين التفاعل بين البشر ونظم المعلومات. يُعتبر تفاعل البشر مع المعلومات بشكل عام من الحقول المتداخلة، لأن التخصصات المختلفة لها وجهات نظر مختلفة حول هذه التفاعلات وعواقبها. كما يُعتبر تفاعل البشر مع المعلومات مهمًا بشكل خاص، بسبب اعتماد البشرية على المعلومات والتقنية (التكنولوجيا) اللازمة للوصول إليها.